# Luke Newton
Luke Newton (Shoreham-by-Sea, 5 februari 1993) is een Brits acteur.

## Biografie
Newton maakte zijn televisiedebut in de BBC Two tienerserie The Cut, waarin hij elf afleveringen speelde. Van 2016 tot 2017 speelde hij Ben Evans in de serie The Lodge. Hij verwierf wereldwijde bekendheid met zijn rol van Colin Bridgerton in de Netflix-hit Bridgerton. 
- Virtual International Authority File: 298163332540502642953